# Chapel Arm
Chapel Arm es un pueblo canadiense situado en la provincia de Terranova y Labrador.

## Superficie
Chapel Arm tiene una superficie de 28,08 km².

## Demografía
En 2021, tenía 446 habitantes, una densidad poblacional de 15,9 hab./km², y 241 viviendas.